# Tomasz Golly
Tomasz Golly (ur. 29 grudnia 1993 r.) – polski futsalista, zawodnik z pola, obecnie zawodnik Cleareksu Chorzów, z którym w sezonie 2016/2017 zdobył Puchar Polski. 